# Los Corrales (Sevilla)
Los Corrales es un municipio español de la provincia de Sevilla, Andalucía. Cuenta con una población de 3970 habitantes (INE 2024). Su extensión superficial es de 66 km² y tiene una densidad de 60,86 hab/km². 

## Geografía

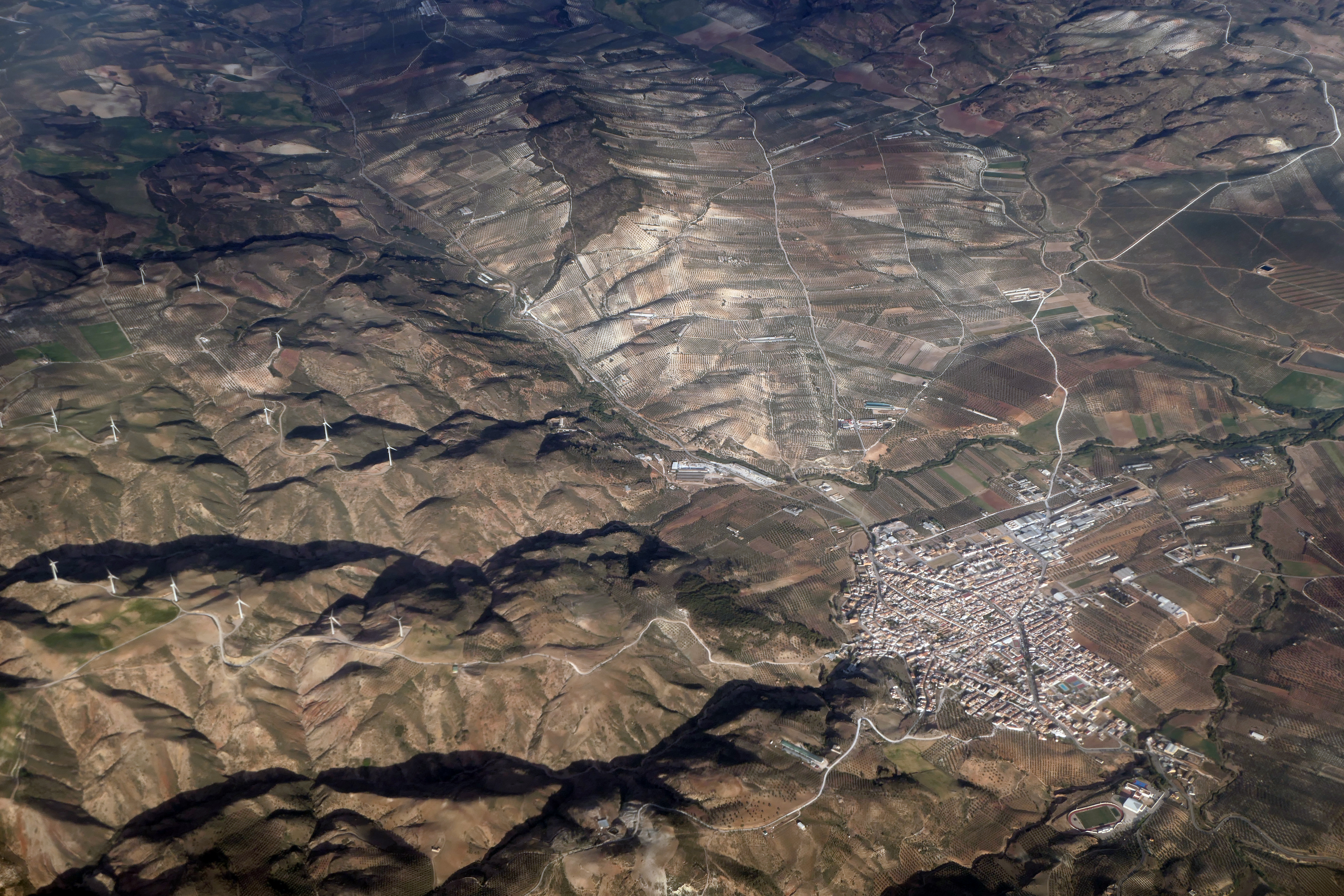
Vista aérea

Se encuentra situada a una altitud de 385 metros y a 107 kilómetros de la capital de provincia, Sevilla. La ciudad de Málaga se sitúa a unos 105 km.. También están muy cerca las provincias de Cádiz y Córdoba.
| Noroeste: El Saucejo y Osuna             | Norte: Osuna                                               | Noreste: Osuna y Martín de la Jara |
| Oeste: El Saucejo                        | Puntos cardinales                                          | Este: Martín de la Jara            |
| Suroeste: El Saucejo y Almargen (Málaga) | Sur: Almargen (Málaga), Teba (Málaga) y Campillos (Málaga) | Sureste: Campillos (Málaga)        |

## Historia
En su término municipal se han encontrado importantes restos, localizados sobre todo en dos puntos: uno en el lugar denominado La huerta de la Fuente del Esparto y el otro de mayor importancia en el lugar llamado Cortijo de Repla. En este último se han encontrado, justo al lado de una gruta de la que brota un manantial de agua, restos de una fortificación romana, y en todos sus alrededores han aparecido numerosos trozos de vasijas y varias monedas de plata llamadas denarios, moneda con la que eran pagados los legionarios romanos. Según la opinión de bastantes arqueólogos, los restos de esta ruinas podrían pertenecer a Ilipa o Ilipula Minor, que según los itinerarios de Antonino se encontraba ubicada aproximadamente por esta zona.
Durante la dominación árabe, la zona quedó totalmente despoblada en gran parte debido a que por este lugar estaba la frontera entre los dominios árabes y cristianos, por lo que la zona era considerada de riesgo y de muchos conflictos, siendo este el motivo por el cual no se han encontrado apenas restos arqueológicos de esta época, solo unos pocos en la anteriormente citada Fuente del Esparto y otros en el lugar llamado Las Alcaidías, donde se cuenta que un campesino encontró un tesorillo de monedas de plata, las cuales por ignorancia de su valor cambió en Osuna por una pulsera.
Tras la reconquista y expulsión de los musulmanes, la zona donde hoy en día se encuentra ubicado el pueblo de Los Corrales y su término municipal estuvieron sujeto a continuos controles por parte del Cabildo de Osuna, no permitiendo el pastoreo ni el asentamiento en la zona.
A medida que aumentaba la población se hizo necesario el reparto de nuevas tierras. Sobre 1540 se repartieron tierras del vecino pueblo de Martín de la Jara y puede que parte de monte del actual término de Los Corrales.
Aunque la hipótesis más usada sobre el origen de Los Corrales es que en la zona se establecieran ganaderos de los Duques de Osuna, que en el lugar se encontraban los corrales de los ganados del Duque o incluso que por aquí se celebraban ferias de ganado, ninguna de estas teorías parecen muy probables, pues en esas fechas la mayor parte de los terrenos de esta zona eran baldíos, o sea, tierras que pertenecían a la Corona y no a los Duques.
Sería sobre 1570 cuando se permitió el asentamiento de los primeros pobladores. Este se realizó sobre el margen derecho del arroyo de la Fuente Mala, ya que era el terreno más apropiado de las 278 fanegas de tierra que se repartieron en la zona. La mayor parte de las tierras se encontraban en la margen izquierda de dicho arroyo, siendo la mayoría de estos terrenos no muy apropiados para la agricultura, por lo que fueron usados para el pastoreo. 
Las primeras casas se construyeron mirando hacia el arroyo y en su parte delantera se edificaron corrales para el ganado por lo que casi con toda seguridad lo primero que veían las personas que llegaban al lugar eran estos corrales y de ahí que se le denominase en un principio con el nombre de La Puebla de Los Corrales y posteriormente quedase su actual nombre.
En un principio fueron sobre unas diez familias las que se establecieron y debido a la pobreza de las tierras repartidas, el crecimiento del asentamiento durante los próximos años sería bastante lento.
Su historia hasta nuestros días es parecida a la de muchos pueblos andaluces, con más penas que glorias, pero en la actualidad por fortuna y gracias al esfuerzo y el trabajo de todos los corraleños, estos disfrutan de más glorias que penas.
Pueblo mayoritariamente agrícola y ganadero que poco a poco se fue montando en el tren de la industrialización, ya que la agricultura cada día está peor y más mecanizada. Fueron varias las empresas que se establecieron en el Polígono industrial y fuera de él, pero por desgracia y debido en parte a la crisis algunas han desaparecido.

## Geografía humana

### Demografía
Cuenta con una población de 3970 habitantes (INE 2024).
| Gráfica de evolución demográfica de Los Corrales entre 1842 y 2021                                                    |
| |
| Población de derecho según los censos de población del INE. Población de hecho según los censos de población del INE. |

| 4,150                     | 4,137 | 4,133 | 4,141 | 4,115 | 4,117 | 4,086 | 4,084 | 4,095 | 4088 | 4076 | 4081 | 4073 | 4063 | 4044 |
| (Fuente: INE [Consultar]) |       |       |       |       |       |       |       |       |      |      |      |      |      |      |

### Economía

#### Evolución de la deuda viva municipal
| Gráfica de evolución de Deuda viva del Ayuntamiento de Corrales (Los) entre 2008 y 2019                                |
| |
| Deuda viva del Ayuntamiento de Corrales (Los) en miles de Euros según datos del Ministerio de Hacienda y Ad. Públicas. |

## Centros de enseñanza
El pueblo posee dos centros de enseñanza: el C. E. I. P. San José de Calasanz y el I. E. S. Maestro Francisco Gallardo, que se emplea para dos localidades, Martín de la Jara y Los Corrales.

## Monumentos
- Iglesia de Santiago Apóstol del siglo XVIII.
- Pilar
- Las ruinas de pila
- Ermita a la Virgen del Buensuceso
- Casa consistorial

## Fiestas
Tiene fiestas como la feria de agosto, el día de la Virgen del Buensuceso (o Virgen de Mayo), la romería de la fuente del esparto, las candelarias en febrero (una especie de san juan), y las demás son fiestas que se celebran en todo el país.

## Actividades culturales y de ocio
El pueblo posee una casa de la cultura con sala teatro-cine, cafetería, biblioteca, sala de Internet Guadalinfo, centro de formación, etc. 
Es localidad de paso del Camino de la Frontera hacia Santiago de Compostela.